# Kernkraftwerk Creys-Malville

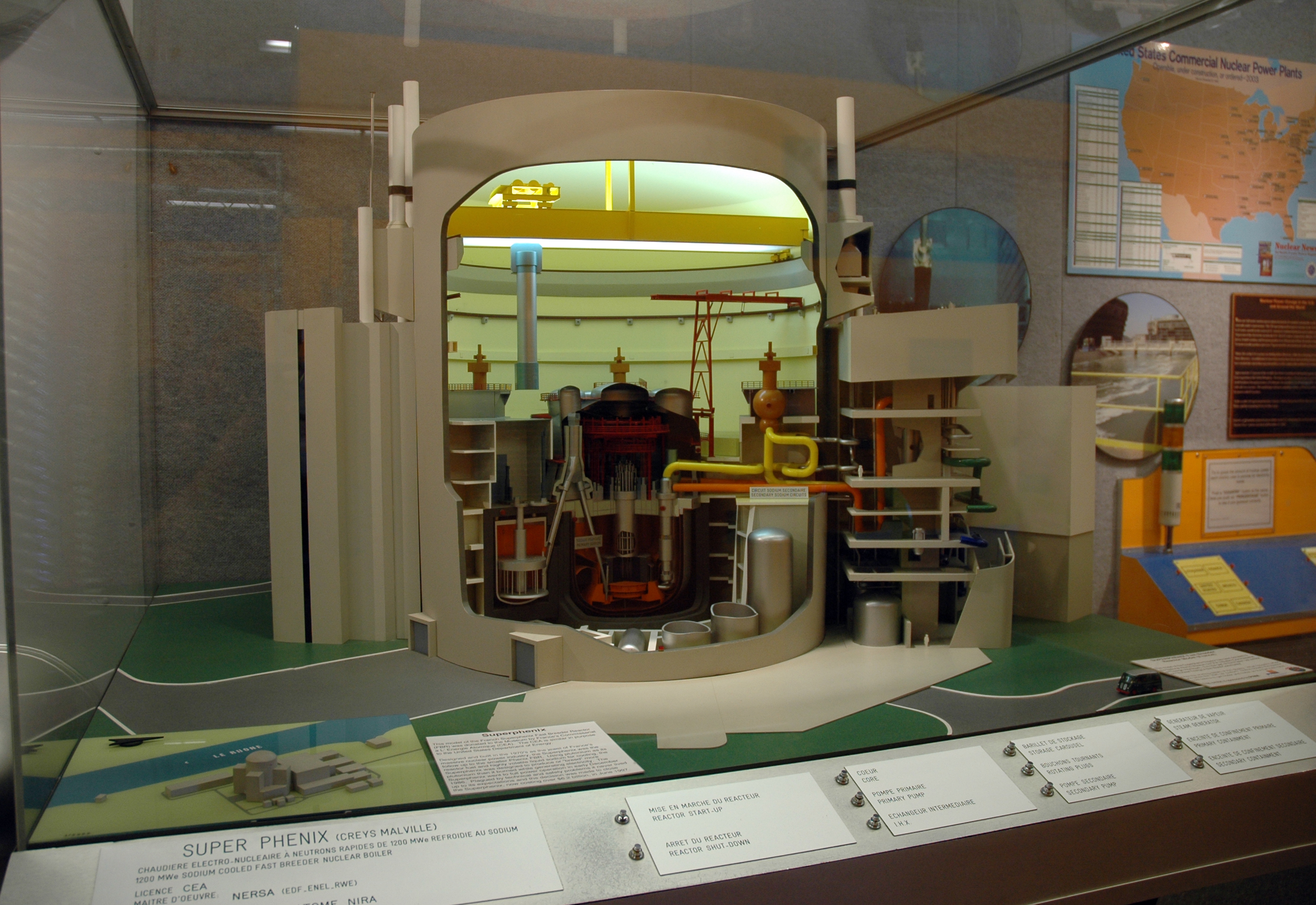
Modell des Containments

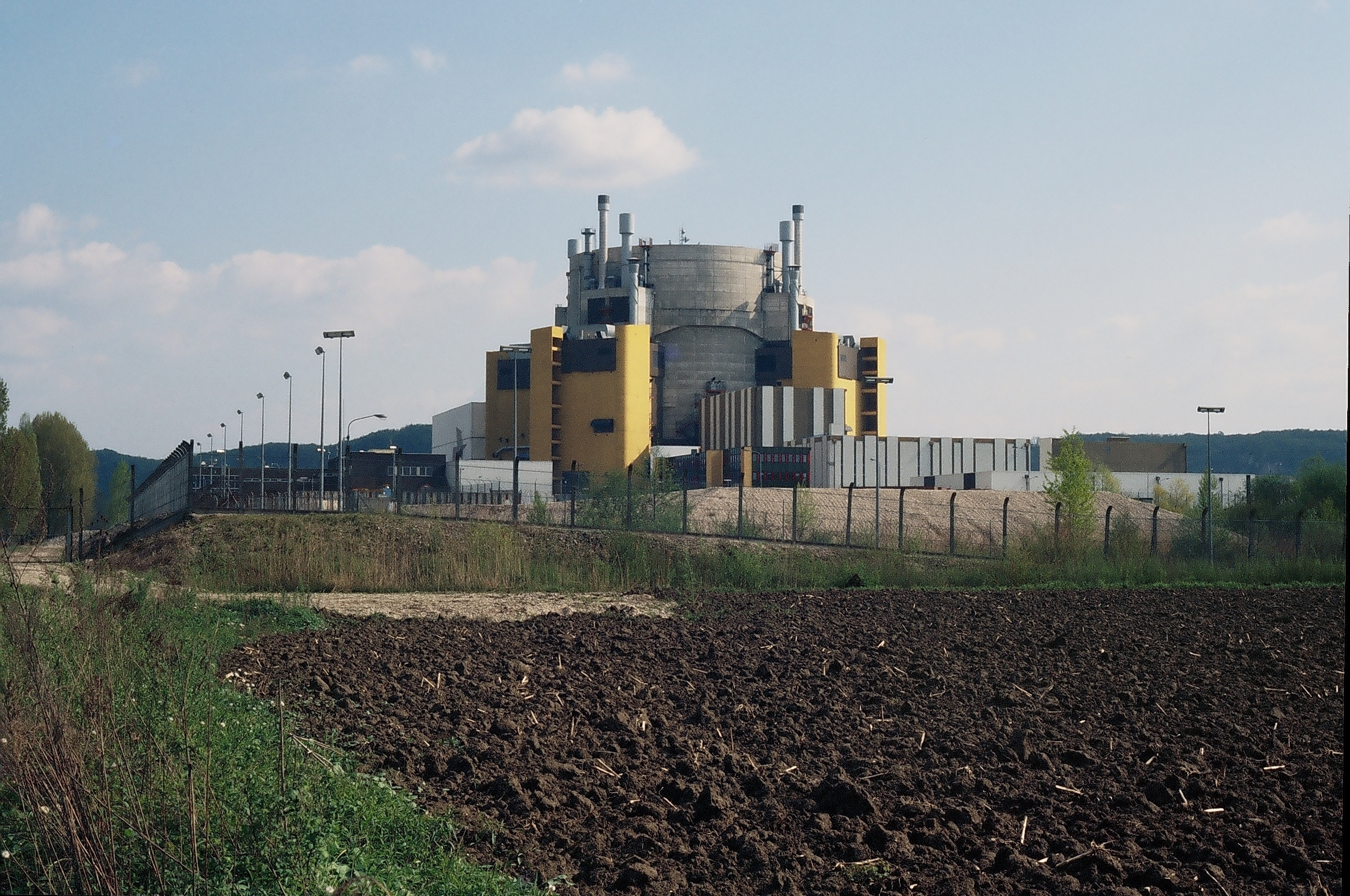
Kernkraftwerk Creys-Malville im Jahr 1984

Das französische Kernkraftwerk Creys-Malville, auch Superphénix, liegt an der Rhone bei der kleinen Ortschaft Malville innerhalb der Gemeinde Creys-Mépieu im Département Isère. Es handelt sich dabei um einen natriumgekühlten schnellen Brüter, der seit 1996 keinen Strom mehr produziert, 1997 endgültig stillgelegt wurde und bis 2027 abgebaut werden soll.

## Bau
Superphénix war eine Weiterentwicklung der Vorgängeranlage Kernkraftwerk Phénix, die seit 1973 in Betrieb war. Der Bau von Superphénix begann schon 1974. Inbetriebsetzung und Beginn der Stromerzeugung erfolgten aber erst 1985. Die Gesamtkosten stiegen während der Bauphase enorm an.
Das Kraftwerk wurde von NERSA betrieben, einer internationalen Aktiengesellschaft. Deren Anteilseigner waren EDF (51 %), der italienische Energieversorger Enel (33 %) und die deutsche Schneller Brüter Kernkraftwerksgesellschaft mbH „SBK“ (16 %). Letztere war wiederum ein Konsortium der Energieversorger RWE aus Deutschland, SEP aus den Niederlanden, sowie Electrabel aus Belgien. NERSA wurde im Jahr 2000 aufgelöst. EDF wurde zum alleinigen Eigentümer.

## Betrieb
Die elektrische Leistung des Reaktors sollte ursprünglich 1.200 Megawatt (MW) betragen. Der experimentelle Aufbau des Reaktors veranlasste den Betreiber zu großer Vorsicht, so dass dieser Wert während der gesamten Betriebszeit nicht erreicht werden konnte. Mit der Zeit kamen weitere Probleme hinzu: Das Flüssig-Natrium-Kühlsystem litt unter Korrosion und Lecks.
- 1984 erfolgte die Befüllung des Reaktors mit Natrium.
- 1985 folgte die Beladung mit Brennstoff.
- Nach Ankopplung (Synchronisation) an das Elektrizitätsnetz am 15. Januar 1986 erzeugte das Kraftwerk Strom.
- Erster Störfall: Am 8. März 1987 entstand ein Leck im sogenannten Barillet[2] (einem zylindrischen Behälter innerhalb des Reaktors, in dem man die Radioaktivität benutzter Brennelemente für einige Zeit abklingen lässt, bevor sie nach außen transportiert oder nach innen umgesetzt werden). Die Verwendung einer falschen Stahlsorte führte zu Rissbildung in geschweißten Bereichen und verursachte so eine Leckage von 20 Tonnen Natrium, ein Vorkommnis der Klasse 2 auf der französischen Ereignis-Skala.[3] Da ohnehin das gesamte Brennelement-Becken mit flüssigem Natrium gefüllt war, gab es keine Folgeschäden, allerdings einen langen Stillstand. Am 26. Mai 1987 entschied der damalige Industrieminister Alain Madelin, den Reaktor stillzulegen. Das Wiederanfahren des Reaktors wurde am 12. Januar 1989 per Erlass durch den Premierminister Michel Rocard erlaubt. Er blieb jedoch noch bis zum 7. September 1989 abgeschaltet.
- 29. April 1990: Erneuter Störfall der Klasse 2. Ein Natrium-Leck in einem der vier Primärkreisläufe erzwang die sofortige Leerung des mit 400 Tonnen Na gefüllten Kreislaufs. Das Natrium im Reaktor muss unter allen Umständen vor Verschmutzung bewahrt werden, damit keine Oxide oder Metallpartikel den Kühlkreislauf verstopfen können. Die darum erforderliche Reinigung dauerte acht Monate.
- Am 8. Dezember 1990 stürzte unter der Last von 80 cm Schnee ein Teil des Daches der Turbinenhalle ein. Es wurde notwendig, die Hälfte der Stützkonstruktion des Gebäudes neu aufzubauen. 1992 konnte die Stromproduktion wieder aufgenommen werden.
- 1994 gab es eine kraftwerksinterne Argon-Freisetzung (Argon dient als Schutzgas für das Natrium im Reaktorgefäß). Danach wurde die erlaubte Leistung 1995 zunächst auf 30 Prozent herabgesetzt. Ab 1996 waren es 60 Prozent, aber nur für wenige Monate, bis eine Schnellabschaltung den Reaktor erneut stilllegte.[4]

Superphénix erwies sich somit als nicht so erfolgreich wie der kleinere Vorgänger Phénix. Bei Baubeginn war die an Phénix gesammelte Erfahrung noch gering, und die fünfmal höhere Leistung des Superphénix brachte unerwartete Schwierigkeiten mit sich.

## Proteste gegen Bau und Betrieb
Creys-Malville war seit seiner Planung und während der Jahre des Baus ein Brennpunkt für viele Atomkraftgegner wie etwa die Grüne Partei Frankreichs.
Am 31. Juli 1977 fand eine Demonstration mit 60.000 Teilnehmern in Malville statt. Einer der Demonstranten, der Physiklehrer Vital Michalon, erlitt durch die Detonation einer von der nationalen Bereitschaftspolizei CRS eingesetzten Granate einen Lungenriss und starb auf dem Demonstrationsgelände. Hunderte andere wurden zum Teil schwer verletzt.
Die andauernden Proteste und Sabotageversuche erreichten in der Nacht des 18. Januar 1982 ihren Höhepunkt. Auf das noch im Bau befindliche Atomkraftwerk wurden fünf Geschosse aus einem tragbaren Raketenwerfer des sowjetischen Typs RPG-7 abgefeuert. Zwei Geschosse explodierten, es entstand allerdings nur ein geringer Sachschaden; es befand sich zum Zeitpunkt des Anschlags noch kein radioaktives Material in dem Reaktor. Die während des Angriffs auf dem Gelände anwesenden Personen blieben unverletzt. Am 8. Mai 2003 gab Chaïm Nissim, ein Mitglied der Grünen Partei der Schweiz, zu, den Angriff durchgeführt zu haben. Nissim war zum Zeitpunkt des Anschlags Mitglied einer Gruppe militanter Atomkraftgegner. Diese Gruppe um Nissim gelangte 1981 über die linksextreme belgische Terrororganisation Cellules Communistes Combattantes an den Raketenwerfer und die Munition. Zuvor waren diese Waffen von den Terroristen um Ilich Ramírez Sánchez, genannt Carlos, über Ost-Berlin nach Westeuropa geschleust worden.
1989 schlossen sich Dutzende Verbände und Organisationen aus Frankreich, der Schweiz und Italien zum „Comité européen contre Superphénix“ zusammen. Am 26. April organisierte man in mehreren Städten Frankreichs, der Schweiz und Italiens Kundgebungen unter dem Motto „Tchernobyl vor vier Jahren, Malville heute“.
1997 gründete sich aus einem Zusammenschluss von 758 Gruppen von Atomkraftgegnern das nationale Netzwerk Sortir du nucléaire (dt. Atomausstieg) – im Zusammenhang mit dem Kampf der Naturschützer gegen Superphénix zu dessen Stilllegung.

## Schließung und Rückbau
Im Dezember 1996 wurde der Brüter wegen Wartungsarbeiten heruntergefahren. Ein von den Gegnern des Kraftwerks begonnener Gerichtsprozess vor dem Conseil d’État kam zum Ergebnis, dass eine Verfügung von 1994, welche die Wiederaufnahme des Betriebes erlaubt hatte, ungültig war.
Anfang 1997 begannen Arbeiten, um „die Plutonium-Produktionsmaschine mit weiterem Milliardenaufwand in einen Plutonium-Vernichter“ zu verwandeln.
Im Juni 1997 kündigte Premierminister Lionel Jospin als eine seiner ersten Amtshandlungen die Schließung des Kraftwerks an. Er begründete diesen Schritt mit den enormen Kosten, die das Kraftwerk verursachte. In den vorangehenden zehn Jahren hatte es aufgrund von Fehlfunktionen die meiste Zeit keinen Strom produziert. Es verbrauchte sogar beträchtliche Mengen an Strom, um das Natrium im Kühlsystem oberhalb dessen Schmelztemperatur zu halten. (Jede Natrium führende Rohrleitung und jeder Tank war zu diesem Zweck mit Heizungen und Wärmedämmung versehen)
Creys-Malville war das vorletzte Kernkraftwerk in Westeuropa, das mit einem Brutreaktor Strom erzeugte. Seit 1. Februar 2010 ist auch das letzte, der Phénix (130 MW netto) offiziell abgeschaltet. Nur Russland setzte zu dieser Zeit weiter auf Brutreaktoren.
Nach einem Bericht des französischen Rechnungshofs Cour des Comptes von 1996 beliefen sich die Kosten für das Kraftwerk bis dahin auf umgerechnet 9,1 Milliarden Euro. Die letzten der 650 Brennstäbe wurden am 18. März 2003 entfernt.
2006 wurde mit dem vollständigen Abbau des Kraftwerks begonnen.
Ähnlich wie nach der Schließung des schnellen Brüters im Kernkraftwerk Dounreay in Großbritannien wurde eine Anlage gebaut, welche die 5.520 Tonnen Natrium aus dem ehemaligen Kühlsystem in Na-Lauge umwandelt,
die dann mit Zement zu 38.000 Betonblöcken vergossen wurde. Diese verbleiben als ca. 70.000 Tonnen nur leicht radioaktives und wasserunlösliches Material zur Endlagerung. Bis zum Enddatum des Rückbaus ca. 2027 verbleiben sie aber zusammen mit 14 Tonnen Plutonium in sicherer Verwahrung in der Nähe der Rückbau-Baustelle. EDF wurde 2014 von einem Gericht verurteilt, zu wenig Maßnahmen ergriffen zu haben gegen einen allfälligen Notfall auf der Baustelle, die zeitweilig mehrere hundert Arbeiter zählt. Derzeit (2017) ist der Rückbau des Reaktor-Kreislaufs im Gang, und ab ca. 2020[veraltet] soll dann in mehrjähriger Arbeit noch das Reaktorgebäude abgerissen werden.

## Daten der Reaktorblöcke
Das Kernkraftwerk Creys-Malville – der bisher leistungsfähigste je gebaute schnelle Brüter – hat insgesamt einen Block:
| Reaktorblock | Reaktortyp  | Netto- leistung | Brutto- leistung | Baubeginn  | Netzsyn- chronisation | Kommer- zieller Betrieb | Abschal- tung |
| ------------ | ----------- | --------------- | ---------------- | ---------- | --------------------- | ----------------------- | ------------- |
| Superphénix  | Brutreaktor | 1200 MW         | 1242 MW          | 13.12.1976 | 15.01.1986            | 01.12.1986              | 31.12.1998    |